# Anania flavicolor
Anania flavicolor is een vlinder van de familie van de grasmotten (Crambidae). De wetenschappelijke naam van deze soort is voor het eerst voorgesteld als Pronomis flavicolor door Eugene Gordon Munroe en Akira Mutuura in een publicatie uit 1968.
De soort komt voor in Taiwan.